# Yonder Godoy
Yonder Eduardo Godoy (19 april 1993) is een Venezolaans wielrenner die anno 2017 rijdt voor Wilier Triestina-Selle Italia.

## Overwinningen
2013
 Venezolaans kampioen tijdrijden, Beloften
 Venezolaans kampioen op de weg, Beloften
2014
 Venezolaans kampioen tijdrijden, Beloften
Jongerenklassement Ronde van Venezuela
2015
 Venezolaans kampioen tijdrijden, Elite
 Venezolaans kampioen tijdrijden, Beloften

## Resultaten in voornaamste wedstrijden
| Jaar | Ronde van Italië | Ronde van Frankrijk | Ronde van Spanje |
| ---- | ---------------- | ------------------- | ---------------- |
| 2013 |                  |                     |                  |
| 2014 | 76e              |                     |                  |
| 2015 |                  |                     |                  |
| 2016 |                  |                     |                  |
| 2017 |                  |                     |                  |

| Jaar | Milaan-San Remo | Ronde van Lombardije |  | WK op de weg |
| ---- | --------------- | -------------------- |  | ------------ |
| 2013 |                 |                      |  | opgave       |
| 2014 |                 | opgave               |  |              |
| 2015 |                 |                      |  |              |
| 2016 |                 | 46e                  |  |              |
| 2017 | 76e             | 30e                  |  |              |

## Ploegen
- 2013 –  Androni Giocattoli-Venezuela (vanaf 25-7)
- 2014 –  Androni Giocattoli-Venezuela
- 2015 –  Androni Giocattoli-Sidermec[1]
- 2016 –  Wilier Triestina-Southeast (vanaf 14-7)
- 2017 –  Wilier Triestina-Selle Italia

Appollonio · Bandiera · Benfatto · Chicchi · Dall'Antonia · Ebsen · Frapporti · Gálviz · Gatto · Giménez · Godoy · Nardin · Padour · Pellizotti · Rodríguez · Sella · Stortoni · Taborre · Taliani · Tvetcov · Zilioli · Zordan · Barbero (stagiair) · Viel (stagiair) · Viola (stagiair)
Amezqueta · Andriato · Belletti · Bertazzo · Busato · Conti · Dal Col · Draperi · Ducournau · Fedi · Fonzi · Gil · Godoy · Mareczko · Martínez · Pozzato · Rodríguez · Sanz · Tedeschi · Trosino · Zhupa · Cañaveral (stagiair) · Errazkin (stagiair) · Raileanu (stagiair)
Amezqueta · Andriato · Belletti · Bertazzo · Busato · Cecchin · Draperi · Ducournau · Fedi · Flórez · Fonzi · Godoy · Kasjavy · Mareczko · Martínez · Mosca · Pozzato · Rodríguez · Trosino · Turrin · Zhupa · Colonna (stagiair) · Marcelli (stagiair) · Raggio (stagiair)